# دويت الثاني

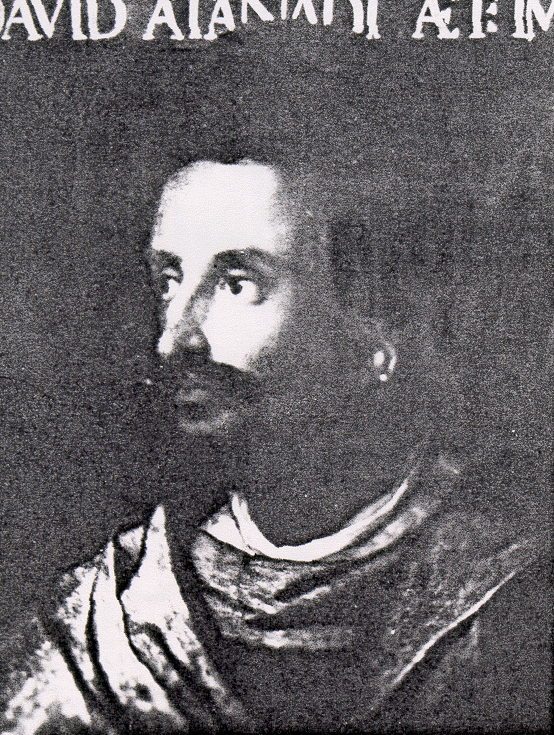
ليبنا دينقل أو دويت (داوود) الثاني

 دويت الثاني  (جعزية:ዳዊት) (و. 13 أغسطس 1496 ت. 2 سبتمبر 1540) كان إمبراطور إثيوبيا الخامس والعشرين من السلالة السليمانية وفق التقاليد والفلكلور الشعبي الإثيوبي. تم تنصيبه إمبراطورًا ولقبه الملكي (جعزية:አንበሳ ሰገድ أنبصع سجد) وتعني «الذي تسجد له الأسود». إسمه الحقيقي هو ليبنا دينقل وخاض عدة معارك ضد سلطنة عدل الصومالية التي كانت تتلقى دعما من الإمبراطورية العثمانية مما حدا بالإمبراطور الإثيوبي طلب الدعم من البرتغاليين.

## توليه الحكم
توفي والده وهو صغير عام 1508 فنصب إمبراطورا على رغم صغر سنه. وهو ما أجبر جدته التي تجاوزت السبعين من عمرها على الحكم بالنيابة عنه حتى 1516. كانت جدته على علم بإتصالات الممالك المسلمة المجاورة لإثيوبيا بالخلافة العثمانية، فحاولت الإستنجاد بالبرتغاليين لإيجاد نوع من التوازن في المنطقة. فأرسلت مبعوثا إلى البرتغال وروما إسمه متى الأرميني إلا أن المدد البرتغالي جاء متأخرا. إذ استغرق مايقارب العشر سنوات وأرسل مانويل الأول ملك البرتغال سفيرا إلى مصوع لتقصي أخبار المنطقة.
كتب الرحالة فرانشيسكوا آلفاريس وصفا دقيقا لإثيوبيا وعاداتها وتقاليدها الدينية ووصف ملامح الإمبراطور دويت الذي كان قد بلغ الثالثة والعشرين من عمره حينها. في عام 1517 تمكن دويت من قتل محفوظ حاكم زيلع واستولى على المنطقة وهاجم البرتغاليون ومعهم دويت أناس من عرقية جراجي وقاموا بإحراق الكثير من القرى. اعتقد الإثيوبيون بزوال تهديد سلطنة عدل بسيطرتهم على زيلع. وبالفعل، غادر البرتغاليون إثيوبيا في عام 1526 لهذا السبب إلا أنهم كانوا مخطئين في حساباتهم  ففي عام 1528 استجمع الإمام الصومالي أحمد بن إبراهيم الغازي قواته وسيطر على منطقة هرر وزيلع وحررها من الإثيوبيين. كان الإمام أحمد على درجة كبيرة من التدين ولذل ترك موطنه الأصلي زيلع قبل احتلالها من دويت بسبب أن السلطان أبو بكر بن أحمد لم يكن مطبقا للشريعة الإسلامية.
عزم الإمام أحمد على تخليص القرن الأفريقي من الوجود المسيحي تماما وشن حملة على إثيوبيا عرفت بحرب سلطنة عدل وإثيوبيا. إلا إن الإمام أحمد كان لايزال شابا وتنقصه الكثير من الخبرة فكان يهاجم المواقع معتمدا على عنصر المباغتة والسرعة وفطن دويت لذلك واستطاع هزيمة الإمام. إلا إن الإمام استجمع قواته من جديد وواجه دويت في معركة شيمبرا كور وهو موقع ثمانين ميلا من العاصمة الإثيوبية أديس أبابا وكانت هذه المعركة نقطة التحول في الحرب بين سلطنة عدل والإمبراطور دويت، إذ هزم الإمام قوات دويت رغم تفوقها العددي ولكن الخسائر كانت فادحة في جيش الإمام مما جعله يتراجع ويكمل غزواته بعد سنتين وأنهكت هذه المعركة والمعارك التي تلتها دويت وإثيوبيا كثيرا.
في التاسع والعشرين من يوليو من عام 1531 ، قامت قوات الإمام بمفاجأة الإمبراطور وكادت أن تأسره مما حدا بالإمبراطور الهروب إلى جبال إثيوبيا الوسطى وبقي طريدا يحاول جمع الأنصار وتمكن الإمام أحمد من اختراق إثيوبيا حتى وصل إلى أكسوم وهدم كنيستها القديمة التي أعاد بنائها هيلا سلاسي عام 1950. قُتل أحد أبناء دويت وتم أسر آخر وأرسل إلى اليمن. أدرك الإمبراطور أهمية الدعم البرتغالي كون الإمام أحمد كان مدعوما من العثمانيين بل كان أول من استعمل البارود في منطقة القرن الأفريقي. إلا أن وصول كريستوفاو دا غاما كان متأخرا وقتل دويت عام 1540 ويصف المؤرخ الإثيوبي تاداسي تمرات مقدار الدمار الذي أحدثه الإمام أحمد على إثيوبيا بدمار 3 قرون رغم أن مدة الحرب لم تتجاوز 12 سنة.